# De Lorean DMC-12
De Lorean DMC-12 je sportski automobil kojeg je 1981. i 1982. godine u Sjevernoj Irskoj za američko tržište proizvodila tvrtka De Lorean Motor Company. Automobil se razgovorno najčešće naziva De Lorean jer je bio jedini automobil kojeg je proizvodila ta tvrtka. DMC-12 je imao vrata u obliku galebovih krila (eng. gullwing) te karoseriju od nehrđajućeg čelika.
Prvi prototip automobila je završen 1976. godine. Serijski model koristio je šasiju i ovjes Lotusa Esprit, a dizajnirao ga je Giorgetto Giugiaro. Proizvodnja je započela u siječnju 1981. u DMC-jevoj tvornici u Dunmurryju, u Sjevernoj Irskoj. Prije završetka proizvodnje krajem 1982. ukupno je proizvedeno oko 9.000 primjeraka ovog automobila, a vjeruje se da ih danas u svijetu još postoji oko 6.500 koji su u voznom stanju.
Serijske modele De Loreana DMC-12 pokretao je 2.8-litreni benzinski V6 motor s oko 130 konjskih snaga kojeg su razvili Peugeot, Renault i Volvo (PRV-motor). John DeLorean je u početku planirao ugradnju motora s 200 konjskih snaga, ali se na kraju zadovoljio sa 170 konjskih snaga. Međutim, američki zakoni o emisijama ispušnih plinova zahtijevali su ugradnju katalizatora u svaki automobil na tamošnjem tržištu, što je smanjilo snagu motora za oko 40 konjskih snaga, pritom značajno pogoršavši performanse automobila. Prema tvorničkim podacima ubrzanje od 0 do 60 milja na sat (96 km/h) iznosilo je 8.8 sekundi, što bi bila respektabilna vrijednost za tadašnje automobile, iako je američki magazin Road & Track izmjerio 10.5 sekundi. Moguće je da je tvornica navodila podatke mjerene na modelu s europskom izvedbom motora s 200 konjskih snaga. Maksimalna brzina automobila iznosi oko 200 km/h. Naziv DMC-12 potječe od plana prema kojem je novi automobil trebao stajati 12.000 dolara, iako je cijena naposljetku iznosila 25.000 dolara, što je preračunato u vrijednost novca 2007. godine više od 60.000 dolara.
Iako mnogi DMC-12 smatraju jednim od najvećih promašaja u povijesti automobilske industrije, automobil je stekao kultni status nekoliko godina nakon prestanka proizvodnje kada se pojavio u ulozi vremeplova u popularnoj ZF filmskoj trilogiji Povratak u budućnost.

## Vanjske poveznice
|  | Zajednički poslužitelj ima još gradiva o temi De Lorean DMC-12 |